# ハリー・ベイツ
ハリー・ベイツ(Harry Bates)ことハイラム・ギルモア・ベイツ3世（Hiram Gilmore Bates III、1900年10月9日 - 1981年9月）は、アメリカ合衆国のSF編集者、作家である。1940年の短編小説『主人への告別』(Farewell to the Master)は、1951年のSF映画『地球の静止する日』(The Day the Earth Stood Still)の原作となった。

## 生涯
ハリー・ベイツは1900年10月9日にペンシルベニア州ピッツバーグで生まれた。
1920年代にパルプ・マガジンの出版者ウィリアム・クレイトンの下で編集者として働き始めた。クレイトンが期間限定の雑誌の企画を募り、ベイツが編集しやすい雑誌として提案したのがSF雑誌『アスタウンディング』(Astounding)だった。ベイツは特にSF好きというわけではなかったが、この雑誌が1930年1月に創刊されてから、クレイトンの出版社が倒産して同誌がストリート・アンド・スミス社に売却される1933年3月まで編集を担当した。この間もベイツは、『ウィアード・テイルズ』に対抗するために創刊した『ストレンジ・テイルズ』などの他の雑誌も編集していた。
ベイツは、当時のSF小説は出来が悪かったとして、次のように述べている。
『アメージング・ストーリーズ』! 1冊だけ買ったことがある。あれは何とひどいものだ! くだらないことを書き散らしているだけじゃないか! 幼稚なものしかない。書いた奴らはとんでもない奴だ! しかし、考え直してみれば、『アメージング』的なテーマの優れた書き物を掲載した雑誌には需要があるのではないかと思った。
ベイツは、「初期の作家のSFは、科学者の科学とほとんど関係を持たなかった」と述べている。すなわち、当時のSF作家が行ったのは「推定する」(extrapolate)ことであって「関連付ける」(relate)ことではなかった。それは、SFと呼ばれたもののほぼ全てがファンタジー以外の何ものでもなかったからである。
1964年、ベイツは『アスタウンディング』の編集長時代を振り返って「私は昔、その後30年にわたり3千万語を紡ぎ出した雑誌の創成期に参加した。『アスタウンディング』は今なお存続している。私はその幼児期と少年期に仕え、オーリン・トレメインによる青年期と思春期を経て、ジョン・キャンベルが成人期と成熟期に導いた」と述べた。
ベイツは、『アメージング・ストーリーズ』を創刊したヒューゴー・ガーンズバックとは、SFについて違う意見を持っていた。ベイツは、SFは刺激的である必要があるが、正確である必要はなく、それよりもストーリーやテンポが重要であると考えていた。
ベイツは、アンソニー・ギルモア(Anthony Gilmore)やH・G・ウィンター(H.G. Winter)というペンネームを使って、デズモンド・ウィンター・ホールと共同で「ホーク・カース」(Hawk Carse)シリーズなどのSF小説を執筆した。1952年、「ホーク・カース」シリーズが"Space Hawk: The Greatest of Interplanetary Adventurers"としてまとめられた。ベイツが執筆した作品で最も有名なものは、『アスタウンディング』1940年10月号に掲載された『主人への告別』(Farewell to the Master)である。この作品は、1951年のSF映画『地球の静止する日』(The Day the Earth Stood Still)の原作となった。ただしこれは、舞台設定を借用したのみで、ストーリーは大きく異なる。
ベイツは、1964年の『アスタウンディングへのレクイエム』の中で、「ホーク・カース」シリーズについて振り返り「当初から私は、説得力のあるキャラクターに説得力のない科学を組み合わせることが、［自身が編集する雑誌に執筆する］作家たちにはできないように思えることが気になっていた。その約2年後、作家に対して生き生きとしたヒーローと悪役(a vivid hero and villain)の例を示し、雑誌の読者に対してすごいヒーローと悪役(a whopping hero versus villain)の例を提供するという、2つの役割を持って、最初のホーク・カースの話を作り出したのだ」と述べた。
サム・モスコウィッツが編集するガーンズバックの『サイエンス・フィクション・プラス』に、ベイツの小説が2つ掲載された。1953年5月号に掲載された"The Death of a Sensitive"について、モスコウィッツはそれまでに同誌に掲載された中で最高の小説だと評価した。しかし、1953年12月号に掲載された"The Triggered Dimension"については、ガーンズバックもモスコウィッツも内容の一部修正を求めた。ベイツは修正に同意し、ガーンズバックの出版社のオフィスまで出向いて修正を行った。同年、モスコウィッツはシティカレッジで、同学で初めてとなるSFについての講義を始めた。その1回目の授業に、モスコウィッツはベイツをゲスト講師として招き、ベイツも承諾した。しかし、ベイツは自身の小説の修正への当て付けとして、授業を欠席した。モスコウィッツは後に次のように述べている。
その7年後、ハリー・ベイツからの1960年10月2日付の手紙を受け取った。要約すると、ベイツは現在、進行性の関節炎によって身体に障害があり、60歳で早期の社会保障を受けようとしているということだった。彼は現在、医師の診断書を持っているが、［社会保障を受けるために］それが進行性であるという証明を求められ、収入を得るために小説を書くことを差し止められた。彼は私に対して、この最も困難な状況で彼が小説を書いたと声明をしてくれないかと訊ねた。彼が私にそのことを知らせたことがあったかどうか彼は覚えていなかったが、何か証拠があれば助けになる。1953年に彼が腫れた拳を私に見せてくれたことがあった。その他、その年の初めの彼からの窮境を書いた手紙があった。その手紙には消印の入った封筒が残っていたので、それを彼に送り、それにより彼は、今後20年間収入を得ることが出来る社会保障の適用を受けることができた。1962年のクリスマス、私は彼から、「もう君には怒っていない」と書かれたクリスマスカードを受け取った。
1964年、『アスタウンディング』の歴史について書かれたアルバ・ロジャーズの著書『アスタウンディングへのレクイエム』(Requiem for Astounding)に、ジョン・W・キャンベルとともに序文を寄稿した。
1981年9月に80歳で死去した。

## 「ホーク・カース」シリーズ
ベイツは「アンソニー・ギルモア」のペンネームで、デズモンド・W・ホールとの共著で「ホーク・カース」シリーズを執筆した。
- "Hawk Carse"（『アスタウンディング』1931年11月号）[注釈 2]
- "The Affair of the Brains"（『アスタウンディング』1932年3月号）
- "The Bluff of the Hawk"（『アスタウンディング』1932年5月号）
- "The Passing of Ku Sui"（『アスタウンディング』1932年11月号）

これらの小説は、1952年に"Space Hawk: The Greatest of Interplanetary Adventurers"として出版された。アントニー・バウチャーとJ・フランシス・マッコーマスは、この作品を「独特の偉大さに到達した、度を越して悪い散文の全ての目利きに強く推奨する」と評した。P・スカイラー・ミラーはこの作品を「古い、生々しい、手荒な流派のスペースオペラであり、当時の全てのクリシェを含んでいる」と評し、「ホース・カークは、彼がだいたい良いと思えるほど悪いものだった」と結論づけている。エヴリット・ブライラーはこの作品を「伝統的なパルプ西部劇の舞台を宇宙に移し、それにサックス・ローマーのフー・マンチュー博士のような東洋風の悪役を加えたもの」と評した。
その10年後、ベイツが単独で書いた「ホーク・カース」シリーズの小説"The Return of Hawk Carse"が『アメイジング・ストーリーズ』1942年7月号に掲載された。

## 著書

### SF小説
- "The Hands of Aten", with Desmond W. Hall, under the pseudonym H.G. Winter, 1931
- "The Slave Ship from Space", with the pseudonym A.R. Holmes, 1931
- "The Tentacles from Below", with Desmond W. Hall, as Anthony Gilmore, 1931
- "Four Miles Within", with Desmond W. Hall, as Anthony Gilmore, 1931
- "The Midget from the Island", with Desmond W. Hall, as H.G. Winter, 1931
- "Seed of the Arctic Ice", with Desmond W. Hall, as H.G. Winter, 1932
- "A Scientist Rises", with Desmond W. Hall, Astounding, November 1932
- "The Coffin Ship", with Desmond W. Hall, as Anthony Gilmore, 1933
- "Under Arctic Ice", with Desmond W. Hall, as H.G. Winter, 1933
- "A Matter of Size", Astounding, April 1934
- "Alas, All Thinking", Astounding, June 1935
- "The Experiment of Dr. Sarconi", Thrilling Wonder Stories, July 1940
- "Farewell to the Master", Astounding, October 1940
- "A Matter of Speed", Astounding, June 1941
- "The Mystery of the Blue God", Amazing Stories, January 1942
- "The Death of a Sensitive", Science Fiction Plus, May 1953
- "The Triggered Dimension", Science Fiction Plus, December 1953

### エッセイ
- "Introducing: Astounding Stories, 1930
- "Editorial: Just Around the Corner", 1933
- "Editorial: The Expanding Universe", 1933
- "Meet the Authors: Harry Bates", 1942
- Editorial Number One, "To Begin", in  A Requiem for Astounding by Alva Rogers, with editorial comments by Harry Bates, F. Orlin Tremaine, and John W. Campbell. Chicago: Advent Publishers, 1964.

## 編集者として関わった雑誌
- Astounding Stories of Super-Science, 1930
- Astounding Stories, 1931
- Astounding Stories, 1932
- Strange Tales of Mystery and Terror, October, 1932
- Astounding Stories of Super-Science, 1933